# Сардукари
Сардукарите (на английски: Sardaukar) са измислена армия, която се среща във фантастичните романи от поредицата Дюн на Франк Хърбърт. Те са описвани като фанатизирани войници, предани на падишах-императора и Династия Корино.
Сардукарите са войниците на династия Корино, която управлява познатата вселена (Империята) по време на действията, описани в романа Дюн. Te са отлични бойци, които всяват страхопочитание и силата им се използва за запазване на имперския трон от династия Корино до нападението на Пол Атреидски, който с помощта на свободните на Аракис превзема трона.